# Barreiros (province de Lugo)
Pour les articles homonymes, voir Barreiros.
Barreiros est une commune de la province de Lugo en Espagne située dans la communauté autonome de Galice.